# ألب ار طونغا
الب ار تونگا (باللاتينية: Alp Er Tunga) (باللغة التركية المستخدمة في آلتاي: Elb Er Tonga), هو الخاقان التركي الأسطوري، كلمة «الب» تعنى (الشجاع، البطل، المحارب)، وكلمة «ار» تعني (الرجل) وكلمة «تونگا» تعني (البَبْر، وهو يسمى خطأً بالنمر المخطّط)، فيكون معنى اسمه (الرجل الببري الشجاع أو البطل).
أحياناً يشار إليه باسم (الساكا خان).

## اسمه وموقعه التاريخي
كلمة (تونگا) في الأصل هي اسم حيوان وهو الببر ويسمى خطأ باسم النمر المخطط، وتم منحه لسلالة آلب باعتباره رمزاً للشجاعة. تطيل سلالة آلب شعرها لتذكرنا بتونكا ذو الشعر الطويل. بالإضافة إلى ذلك، يرتدى المحاربون زي مصنوع من جلود الحيوانات خاصة المفترسة منها مثل: الأسد والنمر والفهد. هذه الجلود هي رمز الحرب. وتم رسم صورة لألب تونكا وبجواره فهدين وعلى ظهره إحدى جلود الحيوانات وفوق رأسه أسنان الجلد. وقد وصلت شهرته إلى أغلب الشعوب في إيران والشرق الأوسط بقدر ما وصلت شهرته في كل العالم التركي. ويُعد واحداً من أجداد السلاجقة الـ 33.
وعاش في قصر حديد به مائة عمود موجود تحت الأرض. ويذكر باسم (تونگا ار). ويشار إليه في الأساطير الإيرانية باسم أفراسياب.
وفقاً للمعلومات والأساطير المتعلقة بحياة آلب ار طونغا فإنها تشير إلى أنه ينحدر من سلالة أجداد الترك القدماء «التورانيين». بالإضافة إلى أنه قد ذُكر في «ديوان لغات الترك» و«قوتادغو بيليك (معلومة السعادة)» باسم أفراسياب أحد أبطال الملحمة الإيرانية الشاهنامة. ووفقاً للشاهنامة فإنه قُتل أثناء الحرب الإيرانية - التورانية بعد أن سقط في فخ خلال معاركه مع «زال أوغلو رستم». وفيما يتعلق بوفاته فقد ذُكر رثاء لألب ار تونگا كمثال في أماكن عدة في ديوان لغات الترك.